# Stephan Daschner
Stephan Daschner (* 5. August 1988 in Ingolstadt) ist ein deutscher Eishockeyspieler, der seit Juli 2018 erneut bei den Straubing Tigers aus der Deutschen Eishockey Liga (DEL) unter Vertrag steht und dort auf der Position des Verteidigers spielt. Zuvor war Daschner bereits für den ERC Ingolstadt, die Hannover Scorpions und Düsseldorfer EG in der DEL aktiv.

## Karriere

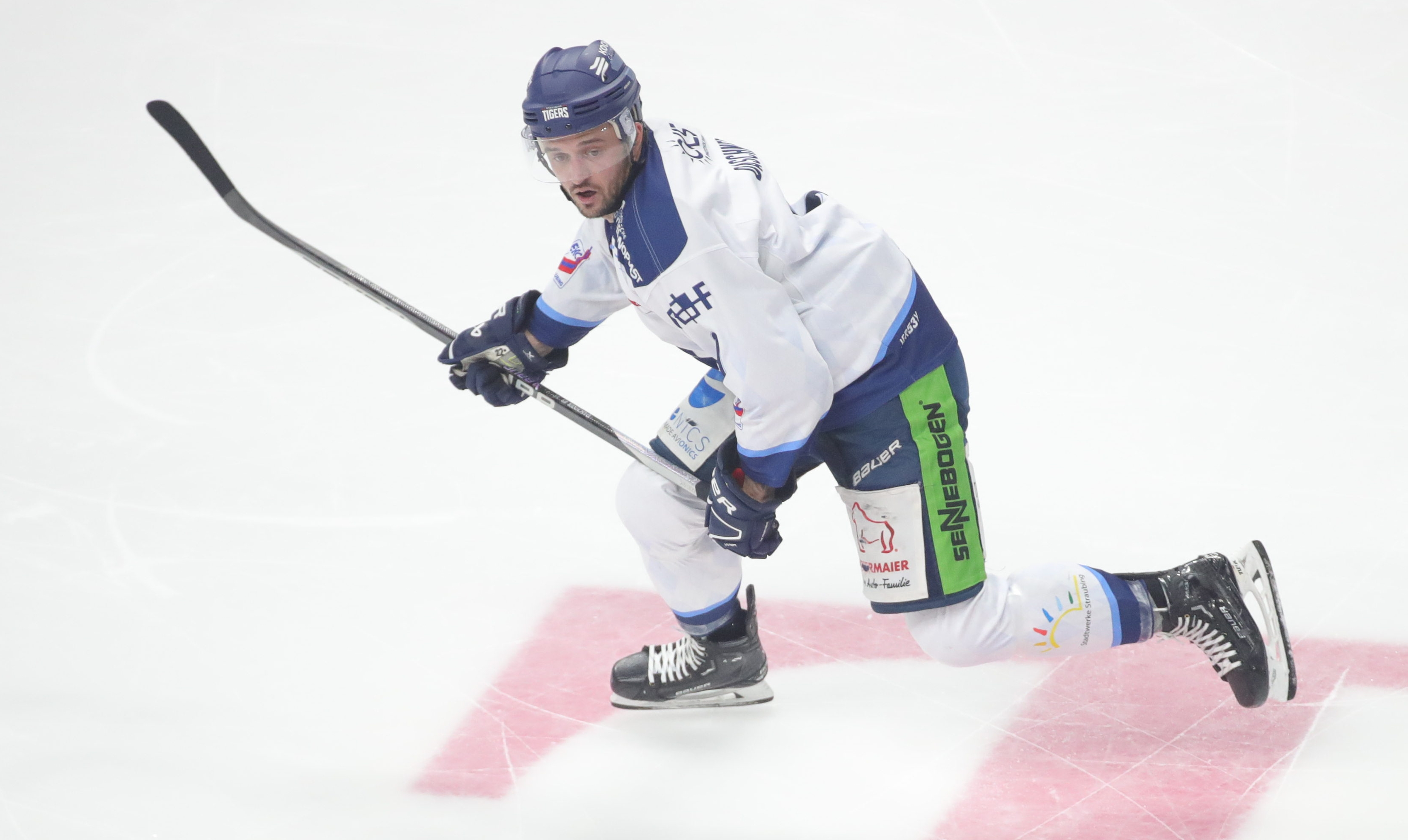
Daschner im Trikot der Straubing Tigers (2022)

Daschner begann seine Karriere im Nachwuchs des EV Landshut, wo er in der Saison 2004/05 mit der Juniorenmannschaft in der Deutschen Nachwuchsliga (DNL) aktiv war. Dort gehörte der Rechtsschütze zu den teamintern punktbesten Verteidigern, da er in den 34 Spielen 15 Scorerpunkte erzielen konnte. Ein Jahr später wurde der Rechtsschütze erstmals in den Profikader berufen, mit dem er fortan in der 2. Bundesliga spielte. Daschner kam zunächst allerdings nur auf einen Einsatz. Während der Spielzeit 2006/07 wurden die Verantwortlichen der Straubing Tigers auf den damals 18-Jährigen aufmerksam und transferierten ihn in die Deutsche Eishockey Liga (DEL). Daschner absolvierte fünf DEL-Spiele, in denen er einen Assist verbuchen konnte. Anschließend wurde er mit einer Förderlizenz ausgestattet und war somit auch für seinen Heimatverein, den EV Landshut, spielberechtigt.
Nachdem Daschners Vertrag bei den Tigers zum Ende der Spielzeit 2007/08 nicht verlängert worden war, wechselte er zur Saison 2008/09 in seine Heimatstadt zum ERC Ingolstadt, wo er erneut eine Förderlizenz erhielt und somit in der Spielzeit 2008/09 sowohl für den ERC Ingolstadt als auch für den EV Landshut aufs Eis ging. Der Rechtsschütze spielte seit der Saison 2011/2012 für die Hannover Scorpions, bevor er in der Saison 2013/14 zu seiner Eishockeyheimat beim EV Landshut  in die DEL2 zurückkehrte. Zur Saison 2014/15 kehrte er im Team der Düsseldorfer EG in die höchste deutsche Spielklasse zurück. Zur Saison 2018/19 wechselte Daschner zurück zu den Straubing Tigers, bei denen er bereits zwischen 2006 und 2008 spielte.

### International
Im Sommer 2008 wurde Stephan Daschner für die deutsche Juniorennationalmannschaft nominiert, mit der er im gleichen Jahr an der Weltmeisterschaft der Division I in Bad Tölz teilnahm. Dort konnte er mit dem deutschen Team den Aufstieg in die Top-Division feiern. In fünf Spielen erzielte der Verteidiger sieben Scorerpunkte und wies darüber hinaus eine Plus/Minus-Statistik von +8 auf.
Bei der Weltmeisterschaft 2015 wurde er erstmals in der Herren-Nationalmannschaft eingesetzt.

### Inlinehockey
Stephan Daschner nahm mit der deutschen Inlinehockeynationalmannschaft an der IIHF Inlinehockey-Weltmeisterschaft 2012 teil und wurde mit dem Team Vize-Weltmeister. Das Erreichen des Finales war der bisher größte Erfolg des Inlinehockeynationalteams.

## Erfolge und Auszeichnungen
- 2008 Aufstieg in die Top-Division bei der U20-Junioren-Weltmeisterschaft der Division I
- 2012 Silbermedaille der IIHF Inlinehockey-Weltmeisterschaft

## Karrierestatistik
Stand: Ende der Saison 2024/25

### International
Vertrat Deutschland bei:
- World U-17 Hockey Challenge 2005
- U20-Junioren-Weltmeisterschaft der Division I 2008
- Weltmeisterschaft 2015

(Legende zur Spielerstatistik: Sp oder GP = absolvierte Spiele; T oder G = erzielte Tore; V oder A = erzielte Assists; Pkt oder Pts = erzielte Scorerpunkte; SM oder PIM = erhaltene Strafminuten; +/− = Plus/Minus-Bilanz; PP = erzielte Überzahltore; SH = erzielte Unterzahltore; GW = erzielte Siegtore; 1 Play-downs/Relegation; Kursiv: Statistik nicht vollständig)